# Lijst van gouverneurs van Tripura
Dit is een lijst van gouverneurs van de Indiase deelstaat Tripura. De gouverneur is hoofd van de deelstaat en wordt voor een termijn van vijf jaar aangewezen door de president. De rol van de gouverneur is hoofdzakelijk ceremonieel en de echte uitvoerende macht ligt bij de ministerraad, met aan het hoofd de chief minister.
| #  | Naam                             | Begin termijn     | Einde termijn     |
| -- | -------------------------------- | ----------------- | ----------------- |
| 1  | Braj Kumar Nehru                 | 21 januari 1972   | 22 september 1973 |
| 2  | Lallan Prasad Singh              | 23 september 1973 | 13 augustus 1981  |
| 3  | Sayed Muzaffar Hussain Burney    | 14 augustus 1981  | 13 juni 1984      |
| 4  | Kotikalapudi Venkata Krishna Rao | 14 juni 1984      | 11 juli 1989      |
| 5  | Sultan Singh                     | 12 juli 1989      | 11 februari 1990  |
| 6  | K. V. Raghunatha Reddy           | 12 februari 1990  | 14 augustus 1993  |
| 7  | Romesh Bhandari                  | 15 augustus 1993  | 15 juni 1995      |
| 8  | Siddheswar Prasad                | 16 juni 1995      | 22 juni 2000      |
| 9  | Krishna Mohan Seth               | 23 juni 2000      | 2 juni 2003       |
| 10 | Dinesh Nandan Sahay              | 2 juni 2003       | 14 oktober 2009   |
| 11 | Kamla Beniwal                    | 15 oktober 2009   | 26 november 2009  |
| 12 | Dnyandeo Yashwantrao Patil       | 27 november 2009  | 25 maart 2013     |
| 13 | Devanand Konwar                  | 25 maart 2013     | 29 juni 2014      |
| 14 | Vakkom Purushothaman             | 30 juni 2014      | 21 juli 2014      |
| 15 | Padmanabha Acharya               | 21 juli 2014      | 19 mei 2015       |
| 16 | Tathagata Roy                    | 20 mei 2015       | 25 augustus 2018  |
| 17 | Kaptan Singh Solanki             | 25 augustus 2018  | 28 juli 2019      |
| 18 | Ramesh Bais                      | 29 juli 2019      | huidig            |